# Alain Ferté
Alain Ferté (ur. 8 października 1955 roku w Falaise) – francuski kierowca wyścigowy.

## Kariera
Ferté rozpoczął karierę w wyścigach samochodowych w 1978 roku od startów we Francuskiej Formule Renault, gdzie trzykrotnie stawał na podium. Z dorobkiem 81 punktów uplasował się na szóstej pozycji w klasyfikacji generalnej. Rok później w tej samej serii był już mistrzem. W późniejszych latach pojawiał się także w stawce Europejskiej Formuły 3, Francuskiej Formuły 3, Grand Prix Monako, Europejskiej Formuły 2, FIA World Endurance Championship, Formuły 3000 Curaçao Grand Prix, Formuły 3000, World Sports-Prototype Championship, Porsche 944 Turbo Cup France, European Touring Car Championship, Tooheys 1000, 24-godzinnego wyścigu Le Mans, IMSA Camel GTP Championship, Deutsche Tourenwagen Masters, Sportscar British Empire Trophy, Trophee Porsche Turbo Cup, IMSA Camel GTP Championship, Sportscar World Championship, Peugeot 905 Spider Cup, French Supertouring Championship, Francuskiego Pucharu Porsche Carrera, French Touring Car Championship, Spanish Touring Car Championship, Global GT Championship, All-Japan GT Championship, Porsche Supercup, FIA GT Championship, Belgian Procar, World Volkswagen Fun Cup, Le Mans Series, V de V Challenge Endurance Moderne oraz European Le Mans Series.
W Europejskiej Formule 2 Francuz startował w latach 1982-1984. Pierwsze punkty zdobył w sezonie 1983, kiedy to uzbierał ich cztery. Został sklasyfikowany na czternastym miejscu w klasyfikacji generalnej. Rok później uzbierane dwa punkty dały mu trzynaste miejsce w klasyfikacji kierowców.
W Formule 3000 Ferté startował w latach 1985-1989. W pierwszym sezonie startów w ciągu ośmiu wyścigów, w których wystartował, raz stanął na podium. Z dorobkiem dziesięciu punktów uplasował się na dziewiątym miejscu w klasyfikacji generalnej. Rok później jego dorobek punktowy wyniósł cztery punkty i zakończył sezon na trzynastym miejscu. Po dwóch latach startów bez punktów, Francuz ukończył sezon 1989 z dorobkiem trzech punktów. Został sklasyfikowany na szesnastej pozycji w końcowej klasyfikacji kierowców.